# Кусье-Александровское сельское поселение
Кусье-Александровское се́льское поселе́ние — муниципальное образование в Горнозаводском районе Пермского края Российской Федерации.
Административный центр — рабочий посёлок Кусье-Александровский.

## История
Статус и границы сельского поселения установлены Законом Пермской области от 10 ноября 2004 года № 1733-354 «Об утверждении границ и о наделении статусом муниципальных образований Горнозаводского района Пермского края»

## Население
| 2010  | 2012  | 2013  | 2014  | 2015  | 2016  | 2017  |
| ----- | ----- | ----- | ----- | ----- | ----- | ----- |
| 1788  | ↗1874 | ↗2050 | ↗2072 | ↘1996 | ↗2013 | ↘1947 |
| 2018  |       |       |       |       |       |       |
| ↘1933 |       |       |       |       |       |       |

## Состав сельского поселения
| № | Населённый пункт      | Тип населённого пункта                  | Население |
| - | --------------------- | --------------------------------------- | --------- |
| 1 | Кусье-Александровский | рабочий посёлок, административный центр | ↘1510     |